# Parasteatoda ryukyu
Parasteatoda ryukyu là một loài nhện trong họ Theridiidae.
Loài này thuộc chi Parasteatoda. Parasteatoda ryukyu được Hajime Yoshida miêu tả năm 2000.